# Postbank Challenge
De Postbank Challenge presented by Marcel Siem was een eenmalig golftoernooi van de Europese Challenge Tour in augustus 2007.
Marcel Siem was de hoofdsponsor. Het toernooi werd gespeeld op de Golfclub Mülheim an der Ruhr bij Düsseldorf. Het eindigde in een play-off tussen Felipe Aguilar, Andrew McArthur en Paul Waring, die allen een score van -18 hadden. Aquilar won de play-off.